# Козьмино (Ленський район)
Козьмино (рос. Козьмино) — село в Ленському районі Архангельської області Російської Федерації.
Населення становить 361 особу. Входить до складу муніципального утворення Козьминське поселення.

## Історія
Від 2004 року входить до складу муніципального утворення Козьминське поселення.

## Населення
| 2002 | 2010 | 2012 |
| ---- | ---- | ---- |
| 369  | ↘285 | ↗361 |